# Lukas Schenkel
Lukas Schenkel (Johannesburg, 1º aprile 1984) è un ex calciatore svizzero, difensore.